# Hesperia columbia
Hesperia columbia is een vlinder uit de familie van de dikkopjes (Hesperiidae). De wetenschappelijke naam van de soort is voor het eerst geldig gepubliceerd in 1872 door Samuel Hubbard Scudder.